# Cristoforo Widmann

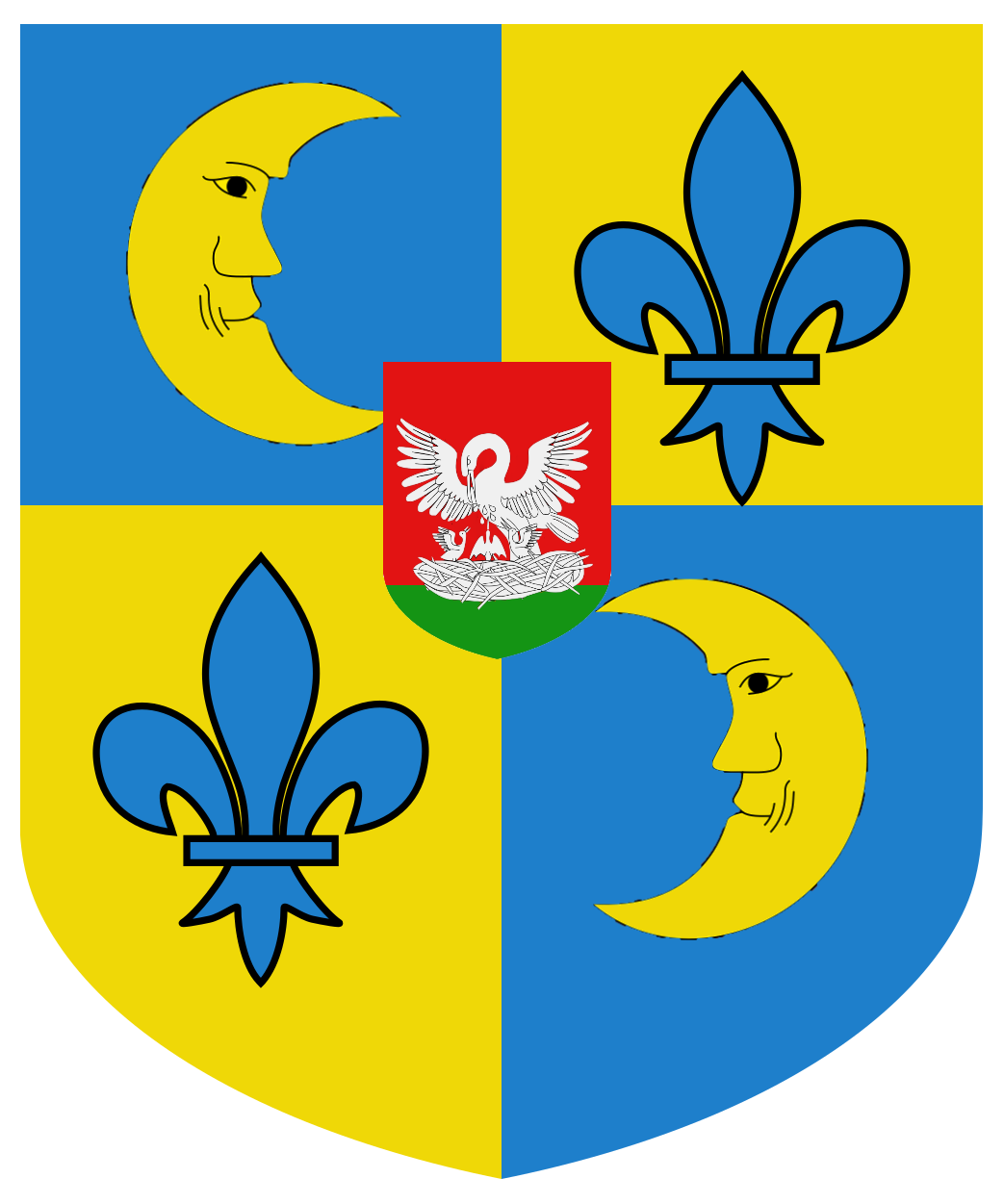
Stemma Widmann

Cristoforo Widmann, talvolta anche Vidman (Venezia, 1617 – San Martino al Cimino, 30 settembre 1660), è stato un cardinale italiano.

## Biografia
Nacque a Venezia nel 1617 dalla famiglia patrizia dei Widmann, figlio di Giovanni, conte di Ortenburg.
Papa Innocenzo X lo elevò al rango di cardinale nel concistoro del 7 ottobre 1647 con il titolo dei Santi Nereo e Achilleo. Il 3 giugno fu nominato legato apostolico ad Urbino. Nel 1658 cambiò per il titolo di San Marco.
Morì a San Martino al Cimino, frazione di Viterbo, il 30 settembre 1660, all'età di 43 anni. È sepolto nella basilica di San Marco Evangelista al Campidoglio in Roma.